# 黄振堂
黄振堂（1912年—1996年），江西省上犹县人，中国人民解放军少将。
1932年，黄振堂参加中国工农红军，任宣传队分队长，红二十一军第43团青年干事，军政治部青年部长，红三军团教导营连政治指导员，第四师十一团总支书记，第六师十六团代政治委员，红一军团第一师团政治委员，红三十一军第九十一师政治部主任、政治委员。参加长征。抗日战争期间，任八路军129师386旅771团政训处主任，767团政治委员，第385旅政治部主任，陕甘宁晋绥联防军新编第四旅政治部主任。第二次国共内战期间，担任陕甘宁晋绥联防军新编第四旅副政治委员、西北野战军第六纵队新编第四旅政治委员，第一野战军六军十七师政治委员。中华人民共和国成立后，率部参加朝鲜战争，任北京军区政治部主任、副政治委员，南京军区顾问。1955年，授予少将军衔。